# Nippur
Nippur (sumersky Nibru, akkadsky Nibbur) bylo významné mezopotamské město a všesumerské náboženské středisko. Bylo jedním z nejstarších sumerských měst, které však na svém významu neztratilo ani během období asyrského a babylónského. Jeho rozvaliny leží asi 160 km jihovýchodně od Bagdádu v governorátu Kádisíja. Původně ho omývaly břehy Eufratu, ale po změnách koryta leží Nippur uprostřed pouště východně od této řeky.

## Nippur v sumerské historii
Nippur byl původně vesnicí uprostřed močálů, v níž lidé žili v rákosových chatrčích. Takové osady bývaly tehdy neustále ohrožovány záplavami i požáry. Nové osady vyrůstaly na stejném místě na starých troskách, současně i díky tvořivému lidskému úsilí tak pozdější vsi vystupovaly nad okolní terén. Člověk začal stavět své první chrámy a postupně i obydlí z hliněných cihel, zprvu velmi primitivních. Keramika této doby se blíží keramice z elamských Sus, v podstatě zůstává dost hrubá. Mnohem větší pokrok zaznamenalo stavitelství, oblé cihly se využívaly dokonce jako potrubí. Během 4. tisíciletí se objevují první klínové záznamy vyryté do hlíny v sumerském jazyce.

### Nippur za raného Sumeru
K významným centrům sumerské civilizace patřil Nippur od raně dynastické doby. Nikdy nebyl žádným politickým centrem, ale záhy se stal střediskem uctívání (a „majetkem“) hlavního sumerského boha Enlila. Z 2. raně dynastického období pochází chrám bohyně Inanny. Ještě ranější jsou některé nalezené kamenné desky s reliéfy. Jde např. o scénu, která znázorňuje lva útočícího na býka, o něco mladší je deska hrdiny krotícího lvy a býky a deska s hodovní scénou. Konečně do 3. raně dynastické doby náleží scéna hudebníka, který obveseluje hodovníky hrou na osmistrunnou lyru.
Nápisy králů Uruku Lugalzageziho a urského Lugal-kigub-nidudua dokládají, že složení holdu bohu Enlilovi v Nippuru zvyšovalo královskou prestiž a legitimovalo jejich moc. Někteří vládcové se však při tomto aktu nechávali zastupovat svým ensim.

### Nippur za vlády semitských panovníků
Také za vlády semitských králů Akkadu v Sumeru význam Nippuru zůstal zachován. dokládá to i tvrzení, že právě před bránu boha Enlila přivedl v okovech král Sargon Akkadský poraženého Lugalzageziho, který měl již před Sargonem snahu ovládnout celý Sumer. Poslední král akkadské říše Narámsín přestavěl oba nippurské chrámy a opravil a vyztužil opevnění. Po Akkadu následovala vláda 1. semitské dynastie urské a stavby Ur-Gura a Ur-Engura, známého svou stavební činností chrámu v Babylónu. Tyto stavby vyčnívají nad spodní části Narámsínovy. Ur-Gur dal nippurskému chrámu konečnou podobu terasovitého stupňovitého zikkuratu. Rovněž znovu přestavěl hradby města.
Z následující doby známe plánek města, na němž kanál Šatt-en Nil odděluje východní čtvrť města se samostatnými hradbami, tvořícími čtverec o straně asi 860 m, která byla vlastně městem ve městě. Za dalších králů jsou nippurské chrámy opravovány a přestavovány, archeologie dokládá destruktivní činnost při nájezdech Elamitů. V opisu ze Starobabylónské říše se zachovaly v Nippuru zlomky zákoníku významného krále 3. dynastie urské Urnammua. Nippur měl své výsadní postavení po velkou část historie Sumeru, Asýrie i Babylónu. Pokud mu někteří vládcové výsady odňaly, brzy po změně politických poměrů mu nový vládce původní výsady vrátil.

### Nippur v době starobabylónské
Mezi výsadní města řadí Nippur ve svém zákoníku i babylónský král Chammurapi, přestože ten přenesl hlavní kultovní sídlo do Babylónu k poctě babylónského nejvyššího boha Marduka. Chammurapi však vtělil do atributů Marduka mnohé vlastnosti Enlila. Přesto chrám É-kur byl dlouhou dobu zanedbávaný.

### Nippur za Asyrské říše a jeho pád
Krátce po polovině 2. tisíciletí byl chrám É-kur v Nippuru obnoven, stavělo tu několik panovníků za kassitské dynastie, poté opět následovala léta úpadku, až na konci 8. st. př. n. l. se objevují v Nippuru nápisy asyrského krále Sargona II. a král Aššurbanipal obnovil nippurský zikkurat a chrámy v největší nádheře. S pádem asyrské říše však definitivně končí sláva Nippuru a konečně za vlády Seleukovců, dědiců říše Alexandra Velikého, je chrám přeměněn v pevnost. Tato pevnost byla budována ještě za Parthů, ale za perských Sásánovců se Nippur změnil v ruiny.

## Objev a vykopávky v Nippuru

### Expedice vedené Johnem Petersem
Nippur byl objeven americkým pastorem a biblickým historikem Johnem P. Petersem, který stál v čele expedice Americké orientální společnosti, jež od roku 1884 plánovala výzkumy v Mezopotámii a 1885 po orientačních průzkumech vedených H. Wardem rozhodla zaměřit se na skupinu pahorků Niffar. Američané získali brzy na průzkum pahorků koncesi.
Peters sám byl v oblasti archeologie úplným laikem, neseznámil se s místními poměry a provedl řadu nerozvážných diplomatických tahů, jimiž si znepřátelil domorodé obyvatelstvo. Vykopávky začal 6. února 1889. Byly zcela nesystematické, Peters nechával kopat chaotické příkopy, tunely a jámy, čímž nadělal budoucímu průzkumu značné škody a potíže. Zcela opomíjel architekturu, zajímaly ho jen jednotlivé nálezy, v čemž však měl úspěch. Získal množství předmětů – cihly s nápisy, sošky, závaží a fragmenty asi 2000 hliněných tabulek. Nápisy na těchto tabulkách dosvědčily, že objevené město se nazývalo Nippur.
V dubnu 1889 vyvrcholily potíže s domorodci. Když Peters zjistil krádeže věcí z tábora, rozhodl se k ráznému kroku, když přikázal svým tureckým četníkům, vybraných k ochraně tábora, po vetřelcích střílet. Když tak došlo k zabití příslušníka kmene Afádžů, vyhlásili domorodci americkým průzkumníkům boj. 18. dubna byl tábor přepaden a archeologové museli utéci, přičemž zachránili aspoň část vykopávek.
John Peters se dokázal na novou expedici připravit lépe a 14. ledna 1890 začal znovu kopat. Během necelých čtyř měsíců zde našel množství úlomků váz a sošek, pečetí na cihlách a asi 5000 tabulek. Všechny nálezy odvezl do USA, kde je věnoval muzeu Pensylvánské univerzity ve Philadelphii.

### Expedice vedené J. H. Haynesem
Pro archeologii a světovou historii mají mnohem větší hodnotu práce vedené konzulem USA J. H. Haynesem. V pahorku Niffar strávil s přestávkami celkem 38 měsíců. V první fázi zde byl od března 1893 do února 1896, poté od února 1899 do května 1900. Většinou se musel spolehnout na pomoc domorodých asistentů. Ačkoliv také nebyl historik, archeolog ani architekt, dokázal přinést světu mnoho nových poznatků z nejstarší historie Sumeru.
Objevil přes 500 hrobů, více než tisíc pečetí a pečetních válečků, množství střepin váz a sošek, především však archív 50 000 hliněných tabulek, které posléze vědci zpracovávali přes půl století. Z klínopisných textů vyčetli jména nejstarších vládců sumerských měst Uru, Uruku a dalších až po historii babylonských říší. Nález těchto tabulek byl posledním argumentem pro existenci sumerského národa. Tento archív byl nalezen na kopci poměrně vzdáleném od nippurského zikkuratu. Vznikal postupně od poloviny 3. tisíciletí př. n. l. až do perského období.
Některé z textů obsahují nejstarší literární památky světa - báje, legendy a poezii. Jejich překladu z tabulek se věnoval německý badatel Hermann Hilprecht, po jehož smrti se na základě poslední vůle část tabulek dostala do sbírek univerzity v Jeně, část zůstala ve Philadelphii. Mezi nejvýznamnější texty nalezené v Nippuru patří báje o Potopě světa, která byla předobrazem biblickému příběhu. Zajímavé jsou však i tabulky vypovídající o životě v sumerských městech. Např. se s nich dozvídáme, že v Nippuru znali téměř 60 druhů piva různé kvality. Zajímavá je tabulka ze 13. st. př. n. l. s nejstarším známým plánem města na světě.
Haynes odkryl velkou část starověkého posvátného města Nippur. Na jednom z východních návrší určil půdorys paláce, na jižním zdivo obchodní čtvrti. Další místo skrývalo nippurskou písařskou školu se zachovanými lavicemi a skříněmi. Zjistil, že město bylo obehnáno hradbami a u jedné z chrámových ohradních zdí našel zbytky nástupiště dokládající, že Nippur byl kdysi říčním přístavem. Hospodářské záznamy na tabulkách jasně dokumentují, že celé město bylo podřízeno chrámu, který vlastnil v okolí pole i pastviny, jejichž nájemci museli chrámu dodávat doklady o výnosech, odvodech a daních.
Uvnitř chrámové zdi nalezl Haynes zbytky dvou svatyň a zikkuratu, chrámové stavby o několika stupních na široké obdélníkové základně. Svatyně stála na nejvyšším stupni zikkuratu. Nippurský zikkurat, který Sumerové nazývali É-KUR (Dům-hora), se skládal ze tří vrstev. Nejstarší z nich z 26.–27. st. př. n. l. pocházela z téže doby jako nejstarší egyptská pyramida krále Džosera, prostřední z poloviny 23. st. př. n. l., kdy vládl akkadský král Narámsín, nejmladší, cihly vnější vrstvy nesly pečeť krále 3. dynastie urské Urnammua z konce 22. st. př. n. l.

## Nippur v literatuře
Město Nippur vystupuje v řadě mezopotamských bájí a povídek. Počátek vesmíru a lidstva vykládají etiologické mýty. Nejstarším textem je nippurský archaický válec z 25. st. př. n. l., v němž se vypráví o bohu Enlilovi a bohyni Ninchursag.
Skladba Enlil a Ninlil vysvětluje vznik Měsíce. V Nippuru žili ještě předtím, než byli stvořeni lidé, bohové Enlil, Ninlil a Ninšebaraguma. Ta varuje svoji dceru Ninlil před koupelí v kanálu, neboť by ji mohl svést Enlil. Dívka však nedbá matčina varování a je skutečně Enlilem svedena. Na svět přivede boha Měsíce Nannara. Když je Enlil odsouzen za trest do podsvětí, jde Ninlil s ním a cestou je svedena ještě třikrát. Tak jsou zplozeni tři podsvětní bohové. Ty dá Enlil za sebe jako náhradu za to, že může podsvětí opustit a žádá za to dovolení, aby směl jejich nejstarší bratr Nannar vystoupit na nebe jakožto Měsíc.
Ve Zpěvu o motyce je vysvětlen vznik světa a lidí. Když Enlil oddělil zemi a nebe, vyhloubil rýčem v zemi otvor a z něho první lidé vyrašili jako tráva.
Epos o Atrachasísovi je nejstarším babylónským mytologickým eposem. Zprvu byli bohové ještě lidmi a museli v potu tváře pracovat. Nižší bohové Igigové unaveni těžkou prací se vzbouřili proti vyšším bohům, Annunakům a obklíčili svatyni boha Enlila v Nippuru. Annunakové pak po poradě rozhodli stvořit člověka, který by pracoval místo stávkujících Igigů. Když se pak lidé rychle rozmnoží, vyrušují bohy z klidu, a tak na ně Enlil sešle potopu světa. Jediný člověk, který se zachránil, byl Atrachasís.
Babylónská povídka O chuďasovi z Nippuru vypráví humorně o chudém Šuninurtovi, který byl hladový a roztrhaný, chtěl si proto získat přízeň starosty a podplatit ho. Své roztrhané šaty vyměnil na tržišti za kozu a nesl ji do starostova domu. Starosta se mu ale odměnil nejhorším jídlem a pivem a vyhodil ho. Šuninurta si pak stěžoval u krále, ten mu dal nádherné šaty. Tentokrát byl u starosty bohatě pohoštěn, ale když starosta usnul, chudák ho zbil.